# خبز الترتية
التُرْتِيّة هي نوع من الخبز له شكل دائري مُسطح شبيه بالخبز الرقيق، يُصنع عادةً من الذرة أو دقيق القمح. يطلق الآزتك وغيرهم من الناطقين بلغة الناواتل اسم (تلاكسكالي) على هذا الخبز.
أول من صنع خبر التُرتيَّة هم الشعوب الأصلية في أمريكا الوسطى قبل الاستعمار، وهو جزء أساسي من مطابخ العديد من بلدان القارة الأمريكية. يعود أصل تُرتيَّة الذرة في أمريكا الوسطى إلى عام 500 قبل الميلاد.

## الأنواع

### تُرتيَّة الذرة
خبز التُرتيَّة المصنوع من الذرة هو أقدم أنواع التُرتيَّة التي نشأت في المكسيك ، ولا يزال شائعا في أمريكا الشمالية والوسطى والجنوبية. تُظهر الأدلة أن الشعوب في ولاية واهاكا في المكسيك صنعوا التُرتيَّة بين عامي (1500 إلى 500 قبل الميلاد). في نهاية القرن التاسع عشر ، صنعت أول الأواني لصنع التُرتيَّة في المكسيك ، وكانت تسمى مكابس التُرتيَّة أو (التُرتيَّةدوراس).

### تُرتيَّة القمح
أدخل الأوروبيون زراعه القمح إلى القارة الأمريكية ، ولا يزال دقيق القمح حتى اليوم مصدرا لصناعة التُرتيَّة . صُنع خبر التُرتيَّة من دقيق القمح أولا في المنطقة الشمالية من المكسيك.
عادةً ما تحتوي تُرتيَّة القمح على دهون مثل الزيت أو شحم الخنزير والملح ومواد مساعدة على التخمير مثل مسحوق الخبز . خلاف ذلك ، فإن تحضير وطهي خبز تُرتيَّة القمح مماثل لتُرتيَّة الذرة. يشيع استخدام خبز تُرتيَّة القمح في أطباق مثل البوريتو والتاكو والفاهيتا. وهذه المأكولات تُتَنَاوَل بشكل يومي في جميع أنحاء المكسيك. حيث أثر فن الطهو والثقافة في العديد من بلدان أمريكا الوسطى وبعض الولايات في الولايات المتحدة. يحظى خبز التُرتيَّة بشعبية كبيرة في دول شرق إفريقيا ويطلق عليه اسم تشاباتي .